# Domenico Biancolelli (1636-1688)
Pour les articles homonymes, voir Dominique Biancolelli et Biancolelli.
Domenico Giuseppe Biancolelli, dit Dominique, est un acteur italien né à Bologne le 30 août 1636 et mort à Paris le 2 août 1688. Il fit l'essentiel de sa carrière dans la troupe italienne de Paris et il est le plus célèbre Arlequin de la commedia dell'arte.

## Biographie
Né à Bologne de Francesco Biancolelli et d'Isabella Franchini (titulaire du rôle de Colombina), il fut initié au rôle du « second Zanni » par son parrain Carlo Cantù (célèbre sous le nom de Buffetto). Il vint à Paris en 1662, profitant du retour de la troupe de Scaramouche qui avait quitté Paris entre l'été de 1659 et le printemps de 1662. Il devint d'emblée l'une des vedettes de cette troupe de la Comédie-Italienne, qui était installée dans la même salle que la troupe de Molière (le Palais-Royal) et jouait en alternance avec elle. Il demeure l'Arlequin le plus célèbre de toute la période française de la commedia dell'arte.
Il était notamment admiré pour ses lazzi qui, comme dans le cas de Scaramouche, étaient souvent de nature acrobatique.
Il épousa en 1663 Orsola Cortesi et tous deux furent naturalisés français en 1680. C'est sous sa direction que la Comédie-Italienne commença à jouer en français. Jusqu'à sa mort (1688) il demeura l'acteur comique favori de Louis XIV.
De son travail, on a seulement conservé un cahier contenant 79 canevas de comédies (plus exactement la partie d'Arlequin dans 79 pièces italiennes dans lesquelles il intervenait ; mais ce cahier, perdu, n'est connu que dans sa traduction française assurée au XVIIIe siècle par Gueullette. Il constitue un témoignage inestimable pour la connaissance du phénomène très particulier de la commedia dell'arte en France.
Il rendit célèbre la devise de la Comédie classique Castigat ridendo mores (Elle corrige les mœurs en riant) en la plaçant sur la toile de son théâtre.
Il est le père de Pierre-François Biancolelli et de Catherine Biancolelli qui créera à ses côtés le personnage de Colombine.

## Sources
- (it) Delia Gambelli, Arlecchino a Parigi: dall'inferno alla corte del Re Sole, Rome, Bulzoni, 1993.